# پلازومایسین
پلازومایسین(به انگلیسی: Plazomicin)، که تحت نام تجاری Zemdri به فروش می‌رسد، یک آنتی‌بیوتیک آمینوگلیکوزیدی است که برای درمان عفونت‌های ادراری شدید استفاده می‌شود. از سال ۲۰۱۹ فقط برای بیمارانی که گزینه درمانی دیگری ندارند توصیه می‌شود. ای دارو از طریق تزریق داخل وریدی تجویز می‌شود. 
عوارض جانبی رایج شامل مشکلات کلیوی، اسهال، حالت تهوع و تغییرات فشار خون است. از دیگر عوارض جانبی شدید آن می‌توان به کاهش شنوایی ، انتروکولیت با غشای کاذب ، آنافیلاکسی و ضعف عضلات اشاره کرد. استفاده در دوران بارداری ممکن است به کودک آسیب برساند. پلازومایسین با کاهش توانایی باکتری‌ها در ساخت پروتئین عمل می‌کند. 
پلازومایسین در سال ۲۰۱۸ برای استفاده پزشکی در ایالات متحده تایید شد.  این دارو در فهرست داروهای ضروری سازمان بهداشت جهانی، ایمن‌ترین و موثرترین داروهای مورد نیاز در یک سیستم بهداشتی است. هزینه ۱۰ روز درمان با این دارو در ایالات متحده حدود ۶٬۶۰۰ دلار آمریکا می‌باشد. 